# اشعار جنگ (آلبوم منووار)
«اشعار جنگ» آلبومی از منووار است که در سال ۱۹۸۲ میلادی منتشر شد.